# 若松村 (長崎県)
若松村（わかまつむら）は、長崎県南松浦郡にあった村。五島列島のうち若松島の東部および中通島の南西部を主な村域とした。1956年（昭和31年）に若松島内の西隣に位置する日島村と新設合併し町制施行。若松町となった。
現在は新上五島町の一部となっている。

## 地理
五島列島のうち若松島の東部および中通島の南西岸と周辺島嶼部を主な村域とする。
- 島嶼：田ノ小島、上中島、下中島、荒島、野島、カヅラ島
- 山：天神山、龍観山、若松越、山王岳（雄嶽）、築地ヶ嶽、扇山、米山、虎星山
- 海域：若松瀬戸
- 港湾：若松港、佐尾漁港

## 沿革
明治初期の若松村には10郷が属していたが、1885年（明治18年）に当村のうち中通島西部の道土井郷・飯ノ瀬戸郷・続浜ノ浦郷・三日ノ浦郷・今里郷が分離され、浜ノ浦村（後の南松浦郡浜ノ浦村）となった。
- 1889年（明治22年）4月1日 - 町村制施行により、南松浦郡若松村が単独村制にて発足。
- 1956年（昭和31年）9月25日 - 日島村と新設合併し町制施行。若松町が発足し、若松村は自治体として消滅。

## 地名
郷を行政区域とする。若松村は1889年の町村制施行時に単独で自治体として発足したため、大字は無し。
- 荒川郷
- 桐古里郷（きりふるさと）
- 神ノ浦郷（こうのうら）
- 宿ノ浦郷（しゅくのうら）
- 若松郷